# خوان خوسيه كامبانيلا
خوان خوسيه كامبانيلا (بالإسبانية: Juan José Campanella)‏ مخرج سينمائي أرجنتيني.

## من أفلامه
- 2009، السر في عيونهم

## روابط خارجية
- خوان خوسيه كامبانيلا على موقع IMDb (الإنجليزية)
- خوان خوسيه كامبانيلا على موقع مونزينجر (الألمانية)
- خوان خوسيه كامبانيلا على موقع قاعدة بيانات الأفلام العربية
- خوان خوسيه كامبانيلا على موقع ألو سيني (الفرنسية)
- خوان خوسيه كامبانيلا على موقع أول موفي (الإنجليزية)
- خوان خوسيه كامبانيلا على موقع قاعدة بيانات الأفلام السويدية (السويدية)
- خوان خوسيه كامبانيلا على موقع قاعدة بيانات الفيلم (الإنجليزية)
- خوان خوسيه كامبانيلا على موقع كينوبويسك (الروسية)